# Спирачна тяга
Спирачна тяга (на английски Retrofire – „обратен огън“ или Retroroket – „обратна ракета“) е сила, създавана от спирачен двигател, най-често ракетен, и противопоставяща се на движението на превозно средство, като по този начин го забавя. Използва се предимно в космически кораби и с по-ограничена употреба при кацане на самолети с къса писта за намаляване на скоростта, за промяна на орбитата или за меко кацане.
Спирачната тяга изхвърля отработените газове по посока на полета. Резултатът от действието е създаване на отрицателно ускорение и намаляване на скоростта. Това забавя движещия се обект или го спира.
От 2010 г. се появяват нови приложения за ракети в системи за космически запуск с многократна употреба.